# Station Forst Hilti
Station Forst Hilti is een station in Schaan (gemeente Schaan), de grootste stad van Liechtenstein. Het station ligt aan de spoorlijn Feldkirch – Buchs.

## Treindienst

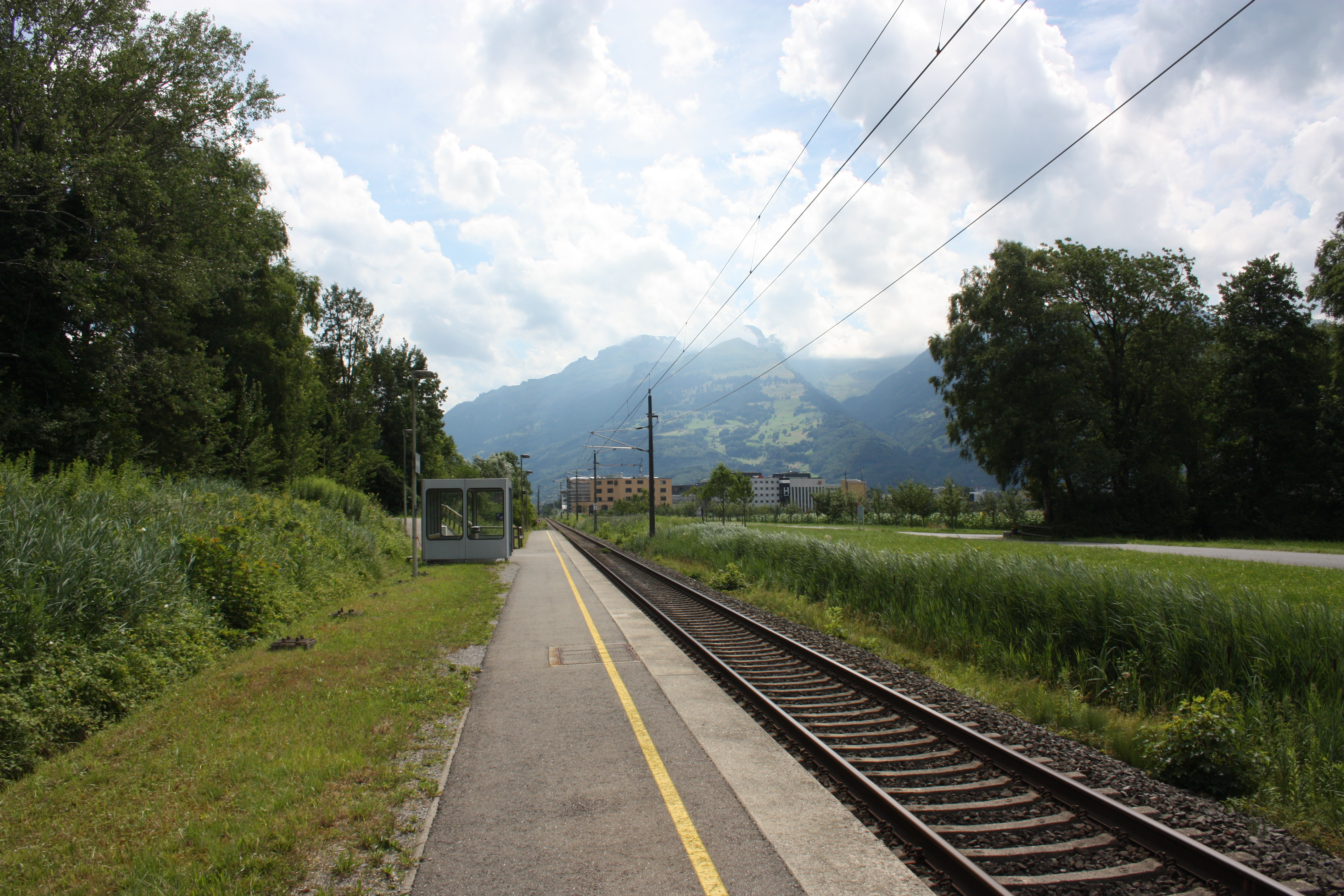
Zicht op de Alpen vanaf het perron

| Serie | Treinsoort      | Route                                          | Bijzonderheden    |
| ----- | --------------- | ---------------------------------------------- | ----------------- |
| R     | Stoptrein (ÖBB) | Feldkirch – Schaan-Vaduz – Forst Hilti – Buchs | Ook bekend als S2 |